# Opeth
Opeth — метал-группа из Швеции. Для ранней музыки Opeth характерно тяжёлое дэт-металическое звучание с добавлением мелодичных партий акустической гитары, элементов джаза, блюза и прогрессивного рока 1970-х годов. Вокалист Микаэль Окерфельдт (швед. Mikael Åkerfeldt) использует как чистый вокал, так и гроулинг. Название группы взято из книги Уилбура Смита The Sunbird, где «Opet» было названием вымышленного города.
Микаэль Окерфельдт — вокалист, гитарист и автор песен, является движущей силой Opeth.
Группа прочно укоренилась в скандинавских дэт-метал-группах, но со временем Opeth стали использовать прогрессивные, фолковые, блюз-роковые и джазовые партии в своих композициях (в правилах группы играть композиции длиной от 7 до 10 минут). Многие композиции включают акустические гитары и интермедии сильной динамической смены, а также смесь гроулинга и чистого вокала. Группа очень редко гастролировала в поддержку своих первых четырёх альбомов. Свой первый мировой тур группа провела в 2001 году, в поддержку Blackwater Park. Начиная с альбома Heritage группа отошла от элементов экстремального метала в своём творчестве, развиваясь в направлении мягкого прогрессивного рока. Возвращение группы к дэт-металлическим корням произошло на альбоме The Last Will and Testament в 2024 году.

## История

### 1990—1993 годы
Шведская группа Opeth была образована в Стокгольме в 1990 году вокалистом Дэвидом Исбергом и несколькими его друзьями. Вскоре он предложил заменить басиста на Микаэля Окерфельдта (бывшего гитариста/вокалиста группы Eruption), что в итоге привело к ссоре и уходу из группы всех её участников. За исключением Исберга, состав группы был полностью обновлён: гитаристами стали Окерфельт и Андреас Димео, а чуть позже к Opeth присоединились ударник Андерс Нордин и басист Ник Доринг — бывшие коллеги Микаэля по Eruption. Первоначально Opeth играли дэт/блэк-метал. В феврале 1991-го Opeth отыграли в Стокгольме свой первый концерт, после которого из группы ушли Доринг и Димео. Перед вторым концертом к группе присоединились гитарист Ким Петерссон и басист Йохан ДеФарфалла (оба из группы Crimson Cat), однако последний покинул группу сразу же после этого концерта. На замену ему пришёл Петер Линдгрен, игравший до этого на гитаре в группе Sylt i Krysset. После третьего концерта группу покинул Петерссон, и вместо него вторым гитаристом стал Линдгрен. В 1992 году Исберг покинул группу, ссылаясь на творческие разногласия, обязанности которого взял на себя Окерфельдт. Группа стала меньше полагаться на бласт-бит и агрессию, типичную для дэт-метал. В музыку Opeth были включены акустические гитары и гитары гармонии. В дальнейшем это и стало основным звучанием Opeth. Стефан Гутеклинд пришёл в группу в качестве бас-гитариста в 1993 году, но ушёл из группы после подписания его первого контракта с лейблом Candlelight Records в 1994 году. Тогда в группе начал играть бывший участник Йохан ДеФарфалла, в качестве сессионного басиста для записи, но потом начал играть в основном составе, после выхода дебютного альбома Opeth в 1995 году. Но после первого же концерта ДеФарфалла уехал со своей подругой в Германию и был заменён другом Микаэля Питером Линдгреном. Позже ведущий гитарист Питтерссон был заменён Питером Линдгреном.

### Orchid,MorningriseиMy Arms, Your Hearse(1994—1998)
Opeth записала свой дебютный альбом Orchid, с продюсером Даном Сванё в апреле 1994 года. Из-за проблем распределения с недавно созданной Candlelight Records альбом не был выпущен до 15 мая 1995, только в Европе. Orchid выходил за границы традиционного дэт-метала, благодаря акустической гитаре, фортепиано и чистому вокалу. Allmusic называли Orchid «блестящим», «поразительно уникальным» и «выходящим далеко за рамки прогрессивно-эпического / смертельно чудовищным, источая равные части красоты и жестокости».
После нескольких концертов в Соединенном Королевстве Opeth вернулись в студию в марте 1996 года, чтобы приступить к работе над вторым альбомом, который был спродюсирован Даном Сванё. Morningrise был выпущен в Европе 24 июня 1996 года. В этот альбом вошло 5 песен общей продолжительностью 66 минут, а самой длинной композицией стала «Black Rose Immortal», длившаяся 20 минут. Morningrise имел огромный успех, а музыкальный гид-сервис Allmusic оценил альбом в четыре звезды. Группа начала турне по Великобритании в поддержку Morningrise, а затем и в скандинавских турах с Cradle Of Filth. Во время гастролей Opeth привлекла внимание Century Media Records, с которой они подписали контракт на выпуск двух альбомов, первый из них должен был быть на международном уровне в 1997 году.
После тура Окерфельдт и Линдгрен попросили уйти из группы ДэФарфаллу, ссылаясь на личные причины, без согласия его самого. Когда Окерфельдт сообщил Нордину, тот был на отдыхе в Бразилии. Нордин покинул группу, и остался в Бразилии. Бывший барабанщик Amon Amarth Мартин Лопес ответил на газетное объявление, которое разместил Окерфельдт и вступил в состав Opeth в 1997 году. Лопес дебютировал в Opeth играя кавер-версию Iron Maiden «Remember Tomorrow», которая была включена в альбом A Call to Irons: A Tribute to Iron Maiden.
С увеличением бюджета группа начала записи с Century Media. Opeth начали работу над своим третьим альбомом, с известным шведским продюсером Фредриком Нордстремом, в Studio Fredman в августе 1997 года. В Группу был приглашен басист Мартин Мендес незадолго до записи, до этого Окерфельдт играл на бас-гитаре сам. My Arms, Your Hearse был выпущен и получил одобрение критиков 18 августа 1998 года. Это был первый международный релиз Opeth, альбом показал группу мировой аудитории. My Arms, Your Hearse ознаменовал собой начало изменений в звучании группы, уделяя внимание гитаре и гармонии в большей степени на прогрессивные рифы метала.

### Первый прорыв (2000—2004)
В 2000 году группа вновь сменила лейбл — на этот раз на Music for Nations. Пятый альбом — Blackwater Park, спродюсированный Стивеном Уилсоном (Porcupine Tree), — вышел в начале 2001 года. С концертами в поддержку нового альбома Opeth впервые посетили США, отыграв большое турне с Nevermore, выступили на нескольких европейских летних фестивалях, а осенью совершили своё первое собственное турне по Европе. Новый альбом принёс группе значительный успех, позволивший им выйти из андеграунда, в чём была заслуга и самих музыкантов, и продюсера Уилсона, и их звукозаписывающей компании. Сокращённая почти вдвое песня «The Drapery Falls» была выпущена на сингле и имела некоторый успех на радиостанциях США и Европы, а на песню «Harvest» был снят видеоклип. Летом 2002 года группа одновременно записала сразу два альбома. Deliverance был выпущен осенью и представлял собой Opeth в чуть более жёстком прочтении, однако же Damnation, выпущенный весной 2003-го, полностью состоял из меланхоличных полуакустических песен в духе прогрессивного рока 70-х без какого-либо намёка на тяжёлую музыку — на всех альбомах Opeth до этого стабильно было по одной-две таких песен. Альбомы были спродюсированы Стивеном Уилсоном совместно с участниками группы. Конец 2002-го и весь 2003 год группа гастролировала по всему миру, включая США, Канаду, Южную Америку и Австралию, а также выступила на многих фестивалях в Европе. Damnation попал на 193 место в чарте американского журнала «Billboard», что было своего рода достижением для Opeth. Песня «Windowpane» (вновь в урезанном виде) была выпущена на сингле, а также на неё был снят видеоклип.
В 2004 году был выпущен первый DVD Opeth Lamentations, запечатлевший выступление группы в лондонском зале «Shepherd's Bush Empire» 25 сентября 2003-го, а также содержащий полуторачасовой фильм о создании Deliverance и Damnation. Концерт состоял из двух частей — сначала был полностью исполнен альбом Damnation, а также близкая ему песня «Harvest», а после небольшого перерыва группа сыграла 5 более жёстких песен с Blackwater Park и Deliverance. Надо заметить, что такой сет-лист использовался во всем туре в поддержку Damnation, а концерт в американском Провиденсе и вовсе содержал только «мягкие» песни из всех альбомов Opeth. Также в этом турне с группой выступал клавишник Пер Виберг (Spiritual Beggars), который позже присоединился к группе на постоянной основе. Lamentations также стал последним релизом Opeth на Music for Nations, и после долгих поисков лейбла группа заключила контракт с Roadrunner Records.
В 2004 году также было отменено несколько концертов в связи с тяжёлым нервным состоянием Мартина Лопеса, а на последующих выступлениях его заменял легендарный Джин Хоглан (Dark Angel, Death, Strapping Young Lad). К концу тура Лопес снова присоединился к группе.

### Мировая известность (2005)
Весной и летом 2005-го Opeth записывали новый, восьмой альбом — Ghost Reveries, который был выпущен в августе. Альбом занял 84 место в чарте «Billboard», укороченная версия песни «The Grand Conjuration» была выпущена в качестве сингла, а также на неё был снят клип. У Мартина Лопеса вновь появились проблемы со здоровьем, а потому в клипе снимался Хоглан. В турне же с группой поехал Мартин Аксенрот (Witchery, Bloodbath). Официально об уходе Лопеса из группы и замены его Аксенротом было объявлено лишь в мае 2006-го. Все это время группа активно гастролировала по всему миру. Осенью Opeth приняли участие в североамериканском турне «Gigantour» вместе с Megadeth, Lamb of God, Arch Enemy, Overkill и др.
Концерт 9 ноября 2006 года в лондонском зале «Roundhouse» был записан для DVD, который вышел осенью 2007. В феврале 2007 группа официально объявила о том, что написана уже значительная часть материала для нового альбома. 17 мая Петер Линдгрен объявил о своем уходе из группы: «Я понял, что не могу отдавать себя группе на все 100 %, а это так или иначе плохо для Opeth». Тогда же было объявлено о замене Линдгрена Фредриком Окессоном (Talisman, Krux, Arch Enemy). 15 июля Opeth сыграли с новым гитаристом первый концерт — на фестивале Ilosaari Rock. 2 ноября 2007 года группа начала запись нового альбома Watershed в стокгольмской студии Fascination Street, а к февралю 2008-го работа над альбомом была полностью окончена. 5 февраля было объявлено название альбома, его трек-лист, а также дата выхода — 3 июня. 8 марта группа выступила на фестивале Melloboat — это было второе выступление Opeth в новом составе. На этом концерте впервые была исполнена песня с нового альбома — «Heir Apparent».

### Heritage (2011–2013)
К записи своего десятого по счету студийного альбома Opeth приступили 31 января 2011. Ребята уже договорились с хозяевами легендарной студии звукозаписи Atlantis studios (ex Metronome studios, Стокгольм, Швеция), а также с Jens Bogren, который также поучаствовал в процессе работы над записью. Сведением занялся Стивен Уилсон (Porcupine Tree, выпуском занялась Roadrunner Records).
Вскоре после того, как в апреле 2011 года было завершено сведение нового альбома, Opeth объявили, что клавишник Пер Виберг освобожден от своих обязанностей в группе. В заявлении для прессы Микаэль Окерфельдт объяснил свое решение, сказав: «Мендес, Акс, Фредрик и я пришли к решению, что мы должны найти замену Перу сразу после записи нового альбома, и это не стало для него сюрпризом. Он, в свою очередь, думал об уходе, так что можно сказать, что это было обоюдное решение. Здесь нет никакой вражды, просто отношения, которые подошли к концу, и все».
Десятый альбом Opeth, Heritage, был выпущен 14 сентября 2011 года и получил в целом положительные отзывы. Альбом был продан тиражом 19 000 копий в Соединенных Штатах за первую неделю выпуска и дебютировал под номером 19 в чарте Billboard 200. Heritage дебютировал под номером четыре в Швеции, на родине группы.
Heritage стал вторым альбомом Opeth, в котором не было гроулинга, и он имел гораздо более прогрессивный стиль, чем предыдущие альбомы группы. В этом альбоме Opeth активно экспериментировали со звучанием в стиле классического прогрессивного рока образца начала 70-х.

## Состав

### Текущий состав
- Микаэль Окерфельдт — ритм- и соло- гитары (с 1990), вокал (с 1992), акустическая гитара, бас-гитара, звуковые эффекты, сведение, звукоинженер, производство, фортепиано, меллотрон
- Фредрик Окессон — соло и ритм-гитара, акустическая гитара (c 2007)
- Мартин Мендес — бас-гитара, контрабас (с 1997)
- Йоаким Свалберг — клавишные, пианино, меллотрон, синтезатор, бэк-вокал, перкуссия (с 2011)
- Валттери Вяйринен – ударные (с 2022)

### Бывшие участники
- Петер Линдгрен — гитара (1991—2007)
- Мартин Лопес — ударные (1997—2005)
- Андерс Нордин — ударные (1990—1997)
- Йохан ДеФарфалла — бас-гитара (1991, 1994—1996)
- Дэвид Исберг — вокал (1990—1992)
- Стефан Гутеклинт — бас-гитара (1992—1993)
- Ник Доринг — бас-гитара (1990—1991)
- Андреас Димео — гитара (1991)
- Ким Петерссон — бас-гитара (1991)
- Пер Виберг — клавишные, бэк-вокал (2005—2011)
- Мартин Аксенрот («Axe») — ударные, перкуссия (2006—2021)
- Сами Карппинен – ударные (2021, концертный участник)

## Дискография

### Номерные альбомы
- Orchid (1995, Candlelight Records)
- Morningrise (1996, Candlelight Records)
- My Arms, Your Hearse (1998, Candlelight Records)
- Still Life (1999, Peaceville Records)
- Blackwater Park (2001, Music for Nations)
- Deliverance (2002, Music for Nations)
- Damnation (2003, Music for Nations)
- Ghost Reveries (2005, Roadrunner Records)
- Watershed (2008, Roadrunner Records)
- Heritage (2011, Roadrunner Records)
- Pale Communion (2014, Roadrunner Records)
- Sorceress (2016, Nuclear Blast)
- In Cauda Venenum (2019, Nuclear Blast)
- The Last Will and Testament (2024, Reigning Phoenix Music)

### Концертные альбомы
- The Roundhouse Tapes (2007, Peaceville Records)

### EP
- Still Day Beneath The Sun (2003)
- Burden (2008)
- The Devil’s Orchard — Live At Rock Hard Festival (2011)

### Синглы
- Hope Leaves (2003)
- Selections From Ghost Reveries (2005)
- Mellotron Heart (2008)
- Watershed Radio Sampler (2008)
- The Throat Of Winter (2010)

### Видео
- Lamentations DVD (2004, Music for Nations)
- Live At Academy DVD (2006, Manchester, Uk 2006-11-10)
- The Roundhouse Tapes DVD (2008, Peaceville Records)
- In Live Concert at The Royal Albert Hall DVD (2010)

### Другое
- Collector's Edition Slipcase 5 CDs (2006, Koch Records)